# Klep van Bauhin
De klep van Bauhin, valvula Bauhini of valvula ileocaecalis, is de uitmonding van het laatste deel van de dunne darm (het ileum terminale) in de dikke darm. Het is meer een functionele klep dan een anatomische klepstructuur. De klep van Bauhin zorgt ervoor dat de darminhoud niet terugstroomt en regelt wat er vanuit het ileum in de dikke darm terechtkomt.
De klep werd voor het eerst beschreven door de Nederlandse arts Nicolaes Tulp en staat daarom ook wel bekend als de klep van Tulp.